# Temporada 1973-74 de la NBA
La temporada 1973-74 de la NBA fue la vigesimoctava en la historia de la liga. La temporada finalizó con Boston Celtics como campeones tras ganar a Milwaukee Bucks por 4-3.

## Aspectos destacados
- El All-Star Game de la NBA de 1974 se disputó en el Coliseum del Seattle Center de Seattle, Washington, con victoria del Oeste sobre el Este por 134-123. Bob Lanier, de Detroit Pistons, ganó el premio al MVP del partido.
- Baltimore Bullets se trasladó al suburbio de Landover, Maryland, en Washington D. C., y se convirtió en Capital Bullets.
- La CBS comenzó a retransmitir encuentros de la NBA. La asociación de la CBS con la NBA duró 17 años y finalizó en 1990, cuando la NBC se hizo con los derechos televisivos de la NBA.
- Los tapones y los robos de balón se convirtieron en apartados estadísticos oficiales de la liga.

## Clasificaciones
| Equipo             | V  | D  | %V   | P  |
| ------------------ | -- | -- | ---- | -- |
| Boston Celtics C   | 56 | 26 | .683 | -  |
| New York Knicks    | 49 | 33 | .598 | 7  |
| Buffalo Braves     | 42 | 40 | .512 | 14 |
| Philadelphia 76ers | 25 | 57 | .305 | 31 |

| Equipo              | V  | D  | %V   | P  |
| ------------------- | -- | -- | ---- | -- |
| Capital Bullets     | 47 | 35 | .573 | -  |
| Atlanta Hawks       | 35 | 47 | .427 | 12 |
| Houston Rockets     | 32 | 50 | .390 | 15 |
| Cleveland Cavaliers | 29 | 53 | .354 | 18 |

| Equipo                  | V  | D  | %V   | P  |
| ----------------------- | -- | -- | ---- | -- |
| Milwaukee Bucks         | 59 | 23 | .720 | -  |
| Chicago Bulls           | 54 | 28 | .659 | 5  |
| Detroit Pistons         | 52 | 30 | .634 | 7  |
| Kansas City-Omaha Kings | 33 | 49 | .402 | 26 |

| Equipo                 | V  | D  | %V   | P  |
| ---------------------- | -- | -- | ---- | -- |
| Los Angeles Lakers     | 47 | 35 | .573 | -  |
| Golden State Warriors  | 44 | 38 | .537 | 3  |
| Seattle SuperSonics    | 36 | 46 | .439 | 11 |
| Phoenix Suns           | 30 | 52 | .366 | 17 |
| Portland Trail Blazers | 27 | 55 | .329 | 20 |

* V: Victorias
* D: Derrotas
* %V: Porcentaje de victorias
* P: Partidos de diferencia respecto a la primera posición
* C: Campeón

## Playoffs
|  | Semifinales de Conferencia | Semifinales de Conferencia | Semifinales de Conferencia |   |            | Finales de Conferencia | Finales de Conferencia | Finales de Conferencia |  |    | Finales de la NBA | Finales de la NBA | Finales de la NBA |
|  |                            |                            |                            |   |            |                        |                        |                        |  |    |                   |                   |                   |
|  | E1                         | Boston*                    | 4                          |   |            |                        |                        |                        |  |    |                   |                   |                   |
|  | E4                         | Buffalo                    | 2                          |   |            |                        |                        |                        |  |    |                   |                   |                   |
|  | E4                         | Buffalo                    | 2                          |   | E1         | Boston*                | 4                      |                        |  |    |                   |                   |                   |
|  | Conferencia Este           |                            |                            |   | E1         | Boston*                | 4                      |                        |  |    |                   |                   |                   |
|  |                            | E2                         | New York                   | 1 |            |                        |                        |                        |  |    |                   |                   |                   |
|  | E3                         | E2                         | New York                   | 1 | Capital*   | 3                      |                        |                        |  |    |                   |                   |                   |
|  | E3                         |                            |                            |   | Capital*   | 3                      |                        |                        |  |    |                   |                   |                   |
|  | E2                         | New York                   | 4                          |   |            |                        |                        |                        |  |    |                   |                   |                   |
|  | E2                         | New York                   | 4                          |   |            |                        |                        |                        |  | E1 | Boston*           | 4                 |                   |
|  |                            |                            |                            |   |            |                        |                        |                        |  | E1 | Boston*           | 4                 |                   |
|  |                            | W1                         | Milwaukee*                 | 3 |            |                        |                        |                        |  |    |                   |                   |                   |
|  | W1                         | W1                         | Milwaukee*                 | 3 | Milwaukee* | 4                      |                        |                        |  |    |                   |                   |                   |
|  | W4                         | Los Angeles*               | 1                          |   |            |                        |                        |                        |  |    |                   |                   |                   |
|  | W4                         | Los Angeles*               | 1                          |   | W1         | Milwaukee*             | 4                      |                        |  |    |                   |                   |                   |
|  | Conferencia Oeste          |                            |                            |   | W1         | Milwaukee*             | 4                      |                        |  |    |                   |                   |                   |
|  |                            | W2                         | Chicago                    | 0 |            |                        |                        |                        |  |    |                   |                   |                   |
|  | W3                         | W2                         | Chicago                    | 0 | Detroit    | 3                      |                        |                        |  |    |                   |                   |                   |
|  | W3                         |                            |                            |   | Detroit    | 3                      |                        |                        |  |    |                   |                   |                   |
|  | W2                         | Chicago                    | 4                          |   |            |                        |                        |                        |  |    |                   |                   |                   |

* Campeón de División

Negrita Ganador de la serie

Cursiva Equipo con ventaja de cancha

## Estadísticas
| Categoría                    | Jugador          | Equipo             | Estadísticas |
| ---------------------------- | ---------------- | ------------------ | ------------ |
| Puntos por partido           | Bob McAdoo       | Buffalo Braves     | 30.6         |
| Rebotes por partido          | Elvin Hayes      | Capital Bullets    | 18.1         |
| Asistencias por partido      | Ernie DiGregorio | Buffalo Braves     | 8.2          |
| Tapones por partido          | Elmore Smith     | Los Angeles Lakers | 4.85         |
| Porcentaje de tiros de campo | Bob McAdoo       | Buffalo Braves     | 54.7         |
| Porcentaje de tiros libres   | Ernie DiGregorio | Buffalo Braves     | 90.2         |

## Premios
- MVP de la Temporada
  -  Kareem Abdul-Jabbar (Milwaukee Bucks)
- Rookie del Año
  -  Ernie DiGregorio (Buffalo Braves)
- Entrenador del Año
  -  Ray Scott (Detroit Pistons)
- Primer Quinteto de la Temporada
  - Walt Frazier, New York Knicks
  - Rick Barry, Golden State Warriors
  - Gail Goodrich, Los Angeles Lakers
  - John Havlicek, Boston Celtics
  - Kareem Abdul-Jabbar, Milwaukee Bucks
- Segundo Quinteto de la Temporada
  - Spencer Haywood, Seattle SuperSonics
  - Elvin Hayes, Baltimore Bullets
  - Bob McAdoo, Buffalo Braves
  - Dave Bing, Detroit Pistons
  - Norm Van Lier, Chicago Bulls
- Mejor Quinteto de Rookies
  - Ernie DiGregorio, Buffalo Braves
  - Nick Weatherspoon, Capital Bullets
  - Mike Bantom, Phoenix Suns
  - John Brown, Atlanta Hawks
  - Ron Behagen, Kansas City-Omaha Kings
- Primer Quinteto Defensivo
  - Dave DeBusschere, New York Knicks
  - John Havlicek, Boston Celtics
  - Kareem Abdul-Jabbar, Milwaukee Bucks
  - Norm Van Lier, Chicago Bulls
  - Walt Frazier, New York Knicks (empate)
  - Jerry Sloan, Chicago Bulls (empate)
- Segundo Quinteto Defensivo
  - Elvin Hayes, Capital Bullets
  - Bob Love, Chicago Bulls
  - Don Chaney, Boston Celtics
  - Nate Thurmond, Golden State Warriors
  - Dick Van Arsdale, Phoenix Suns (empate)
  - Jim Price, Los Angeles Lakers (empate)